# Mlađen Šljivančanin
Mlađen Šljivančanin (serbisch-kyrillisch Млађен Шљиванчанин; * 1. Juli 1985 in Belgrad, SR Serbien) ist ein ehemaliger serbischer Basketballspieler, der mit RheinEnergie Köln 2006 deutscher Meister sowie 2007 Pokalsieger wurde.

## Laufbahn
Šljivančanin galt in seiner Jugend als großes Talent und durchlief alle Jugendauswahlmannschaften seines Heimatlandes. 2001 wurde er mit der U16-Auswahl Jugoslawiens Europameister. Bereits 2004 wechselte er ins Ausland und spielte für die Opel Skyliners aus Frankfurt in der deutschen Basketball-Bundesliga. Mit dem damaligen Titelverteidiger verlor er 2005 das Finale um die deutsche Meisterschaft gegen GHP Bamberg und sammelte erste Erfahrungen in der EuroLeague.
In der darauffolgenden Saison löste er im Februar 2006 seinen Vertrag bei den Frankfurtern auf und wechselte zum Ligakonkurrenten aus Köln, der von seinem Landsmann Saša Obradović trainiert wurde. Mit RheinEnergie gelang ihm erneut der Einzug in die Finalserie um die deutsche Meisterschaft, welche siegreich gegen den Hauptrundenersten Alba Berlin beendet wurde. In der folgenden Saison schied man als Titelverteidiger im Halbfinale gegen die Überraschungsmannschaft der Play-offs der Bundesliga-Saison 2006/07 Artland Dragons aus, konnte aber stattdessen den Pokal gegen den gleichen Gegner im Finale erringen. Anschließend stieg der Hauptsponsor der Kölner aus und Šljivančanin kehrte in seine Heimatstadt zurück, schloss KK Roter Stern Belgrad an. Nach einer Saison wechselte er 2008 in die russische Superliga nach Samara. Die folgende Saison begann er 2009 zunächst im zyprischen Limassol, bevor er im April 2010 in die französische LNB Pro B wechselte. Zur folgenden Saison kehrte er in die zyprische Liga zurück und spielte für Keravnos Strovolou in Nikosia.
Seit März 2012 spielt er wieder in seinem Heimatland, zunächst bei Radnički in seinem Geburtsort Belgrad und zur folgenden Saison beim KK Borac Čačak. Für den KK Borac spielte er zuletzt im Februar 2014. Sein letzter Verein im leistungsbezogenen Basketballsport war zu Beginn der Saison 2014/15 BC Timba Timișoara, im Oktober 2014 wurde er entlassen, da die Mannschaftsleitung mit seiner Leistung unzufrieden war.

## Familie
Šljivančanins Vater ist der verurteilte Kriegsverbrecher Veselin Šljivančanin, der unter anderem für seine Beteiligung am Massaker von Vukovar vom UN-Kriegsverbrechertribunal für Jugoslawien verurteilt wurde.